# Robert Motherwell

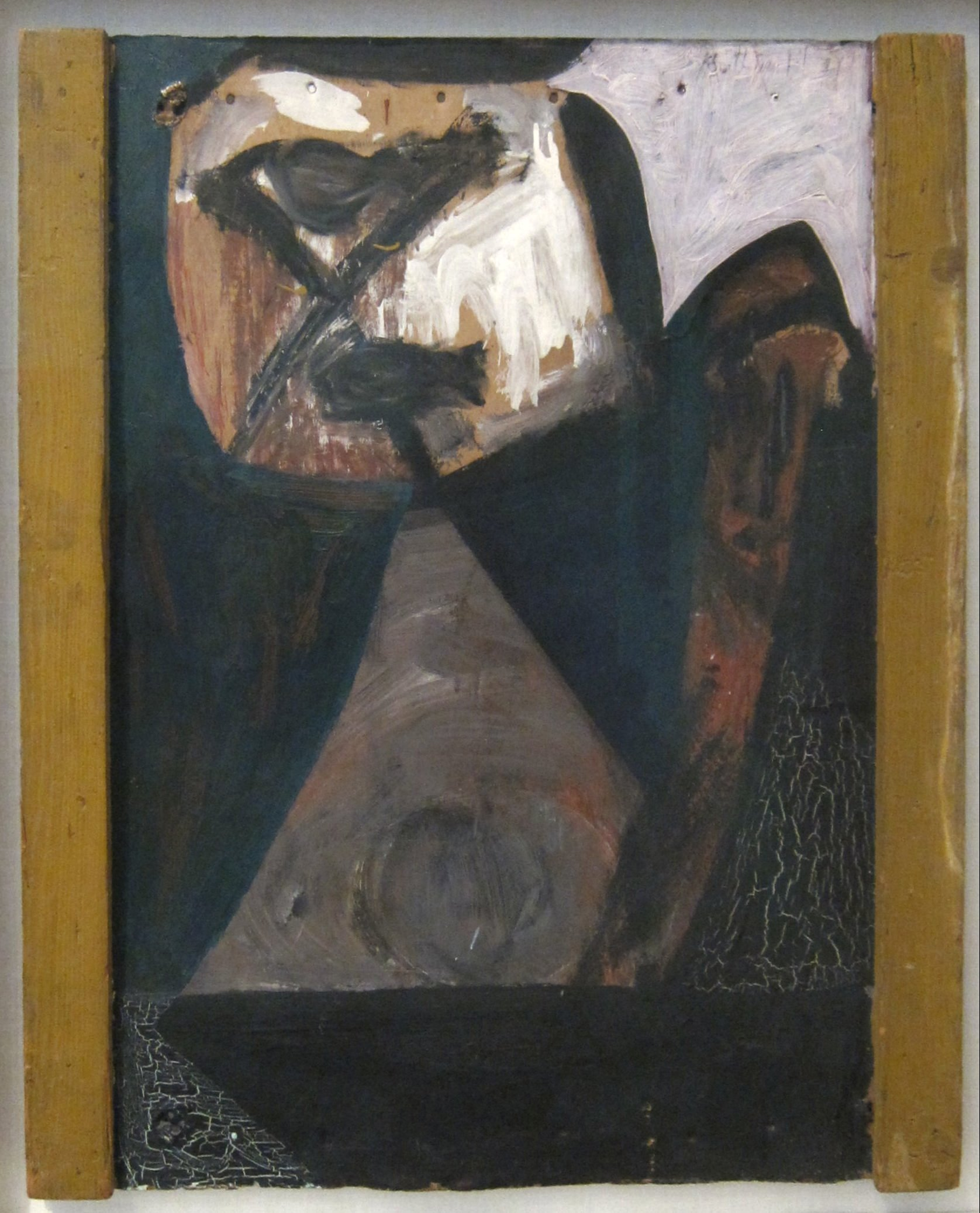
Ulysses (1947). Olja på trä. Finns på Tate Modern.

Robert Motherwell, född 4 januari 1915 i Aberdeen, Washington, död 16 juli 1991 i Provincetown, Massachusetts, var en amerikansk målare och konstteoretiker. Tillsammans med bildkonstnärer som Willem de Kooning och Jackson Pollock brukar han ses som en företrädare för den abstrakta expressionismen inom den så kallade New York-skolan. 

## Verksamhet
Motherwell studerade måleri tillsammans med den chilenske surrealisten Roberto Matta i Mexiko 1941. Motherwell kom för en tid att inspireras av surrealisternas psykiska automatism. 
Motherwells främsta arbete är sviten Elegier till den spanska republiken, vilken sysselsatte konstnären från 1948 till hans död. En av de tidiga "Elegierna" bär titeln "At five in the afternoon", vilket alluderar på Federico García Lorcas sorgedikt till en spansk matador, Llanto por Ignacio Sánchez Mejías. Sánchez Mejías blev dödligt sårad av en tjur i augusti 1934, "a las cinco de la tarde" (klockan fem på eftermiddagen). Motherwell är representerad vid bland annat Göteborgs konstmuseum.
Ett viktigt konst- och litteraturhistoriskt arbete av Robert Motherwell är en antologi han inbjöd till som redaktör 1949 och som utkom 1951. Den heter The Dada Painters and Poets och har utkommit i flera upplagor. Den sökte svar på frågan vad dada är, genom att låta framstående konstnärer som Marcel Duchamp, Jean Arp och Max Ernst komma till tals, tillsammans med författare som deltog i dadaismens framväxt, som Richard Huelsenbeck, Tristan Tzara och André Breton. Centrala texter från franska och tyska översattes och blandades med nyskrivna återblickar och minnen.

## Fotnoter
1. 1 2  Benezit Dictionary of Artists, Oxford University Press, 2006 och 2011, ISBN 978-0-19-977378-7, Benezit-ID: B00126554, läst: 9 oktober 2017.[källa från Wikidata]
2. 1 2  Encyclopædia Britannica, Encyclopædia Britannica Online-ID: biography/Robert-Motherwelltopic/Britannica-Online, läst: 9 oktober 2017.[källa från Wikidata]
3. 1 2  SNAC, SNAC Ark-ID: w61j9c2h, läs online, läst: 9 oktober 2017.[källa från Wikidata]
4. 1 2  Encyclopædia Britannica, Encyclopædia Britannica Online-ID: biography/Robert-Motherwelltopic/Britannica-Online.[källa från Wikidata]
5. 1 2  abART, abART person-ID: 24646.[källa från Wikidata]
6. ↑  Museum of Modern Arts webbsamling, MoMA konstnärs-ID: 4126, läs online, läst: 4 december 2019.[källa från Wikidata]
7. 1 2  läs online, www.workwithdata.com , läst: 28 oktober 2024.[källa från Wikidata]
8. 1 2  Archive of Fine Arts, abART person-ID: 24646, läst: 1 april 2021.[källa från Wikidata]
9. 1 2  Union List of Artist Names, ULAN: 500016415, läs online.[källa från Wikidata]
10. ↑  Union List of Artist Names, ULAN: 500016415, läs online, läst: 17 oktober 2024.[källa från Wikidata]
11. 1 2 3 4  läs online, www.dedalusfoundation.org .[källa från Wikidata]
12. ↑  Dikten finns på svenska i tolkning av Artur Lundkvist och heter Klagosång över en tjurfäktares död. Den ingår i Federico Garcia Lorca/Pablo Neruda: Vistelse på jorden (1950, 1976).
13. ↑  Göteborgs konstmuseum